# Treia, Schleswig-Flensburg
Treia (tiếng Đan Mạch: Treja) là một đô thị thuộc huyện Schleswig-Flensburg, trong bang Schleswig-Holstein, nước Đức. Đô thị Treia, Schleswig-Flensburg có diện tích 21,73 km², dân số thời điểm 31 tháng 12 năm 2006 là 1497 người.